# Чорний Ліс (Залозецька селищна громада)
Чо́рний Ліс — село в Україні, у Залозецькій селищній громаді Тернопільського районі Тернопільської області. Розташоване на річках Серет та Іква, на вододілі приток Дністра і Дніпра, на півночі району та громади. До 2020  підпорядковане Панасівській сільській раді. Чорний Ліс складається з кількох хуторів: Марусії, Нова та Стара Михайлівки, Холодзьони. 
Населення — 337 осіб (2007).

## Історія
Історія заселення цих терен та виникнення нового населеного пункту є доволі цікавою. Перші відомі постійні садиби на цій території з'явилися наприкінці ХVІІІ ст., проте це були радше поодинокі нечисельні хутори. У другій половині ХІХ ст. кількість сільських садиб збільшилося через корчування лісу і збільшення кількості орних земель. Місцеві поміщини - родина Гарапіхів з другої половини ХІХ ст. активно продавали орні ділянки вихідцям з навколишніх сіл, переселенцям з малоземельних регіонів Карпат, а після Першої світової війни - вихідцям з сусідньої Волині. Таким чином, у міжвоєнний період в Чорному Лісі в основних рисах сформувалася сучасна забудова. У міжвоєнний період у селі було відкрито дві однокласних школи Чорнолісівську та Михайлівську, вже у повоєнний період ці школи набрали обрисів початкових навчальних закладів. Паралельно навчальні заклади існували до 1970-го року, коли були об'єднанні у Чорнолісівську ЗОШ-І ст. У час національного Відродження у селі почали діяльність дві парафіяльні громади: Успіння Пресвятої Богородиці (УГКЦ) та Святого Юрія (УПЦ МП).
12 червня 2020 року, відповідно до розпорядження Кабінету Міністрів України № 724-р «Про визначення адміністративних центрів та затвердження територій територіальних громад Тернопільської області» увійшло до складу Залозецької селищної громади.
19 липня 2020 року, в результаті адміністративно-територіальної реформи та ліквідації Зборівського району, село увійшло до складу Тернопільського району.

## Населення

### Мова
Розподіл населення за рідною мовою за даними перепису 2001 року:
| Мова       | Кількість | Відсоток |
| ---------- | --------- | -------- |
| українська | 347       | 98.86%   |
| російська  | 4         | 1.14%    |
| Усього     | 351       | 100%     |

## Географія
Село знаходиться серед мальовничих пагорбів Медоборів або ж Подільських Товт, що починаються біля містечка Підкамінь. Більшість території села знаходиться на вододільному хребті Серету та Ікви, відповідно Дністра та Прип'яті. В селі беруть початок притока Серет Лівий та одна з приток Ікви. Північна частина села - Чорна Гора перерізана кількома ярами. Досить багата флора та фауна, трапляються реліктові рослини та ті, що занесенні до Червоної Книги України.

## Пам'ятки
У міжвоєнний період православною громадою села було закладено цвинтар, на якому збереглося кілька цікавих у мистецькому та історичному плані пам'яток. Фундатором земельної ділянки під цвинтар був Захарій Бурмай, родину якого у 1940-му році було виселено на Сибір. На сільському цвинтарі на початку 1980-х рр. було побудова невелика каплиця, в якій відспівували померлих. Згодом цю каплицю було перебудовано на церкву.
У селі побудовано два храми. У 1993 році розпочато будівництво мурованої церкви св. Юрія, престол якої було освячено у 1995. Церкву Успіння Пресвятої Богородиці почали будувати у 1994 році та будівництво завершилося у 1999.
Про різні аспекти життя селян свідчать також придорожні фігури та хрести. В Чорному Лісі таких пам'яток є 19. Серед них цікавими у історичному плані є Хрест Свободи 1848 р. встановлений на честь скасування панщини в Галичині. Окрім цього в селі, збереглися хрест польської родини Півтораків 1927 р. та фігура Богородиці з Ісусом встановленої польською громадою села у 1936 р. З часу Першої світової війни в селі залишилася могила чеського легіонера, що впорядкована та оновлена у 2020 р. Ще один хрест було встановлено як оберіг від частих дощів та граду,що знищив урожай у 1938 р. З проголошенням державної незалежності у селі було встановлено хрест Незалежності а також фігуру Богородиці

## Соціальна сфера
До 2015 року у селі діяв ФАП. Працюють бібліотека, клуб початкова школа та торговельний заклад.

## Галерея

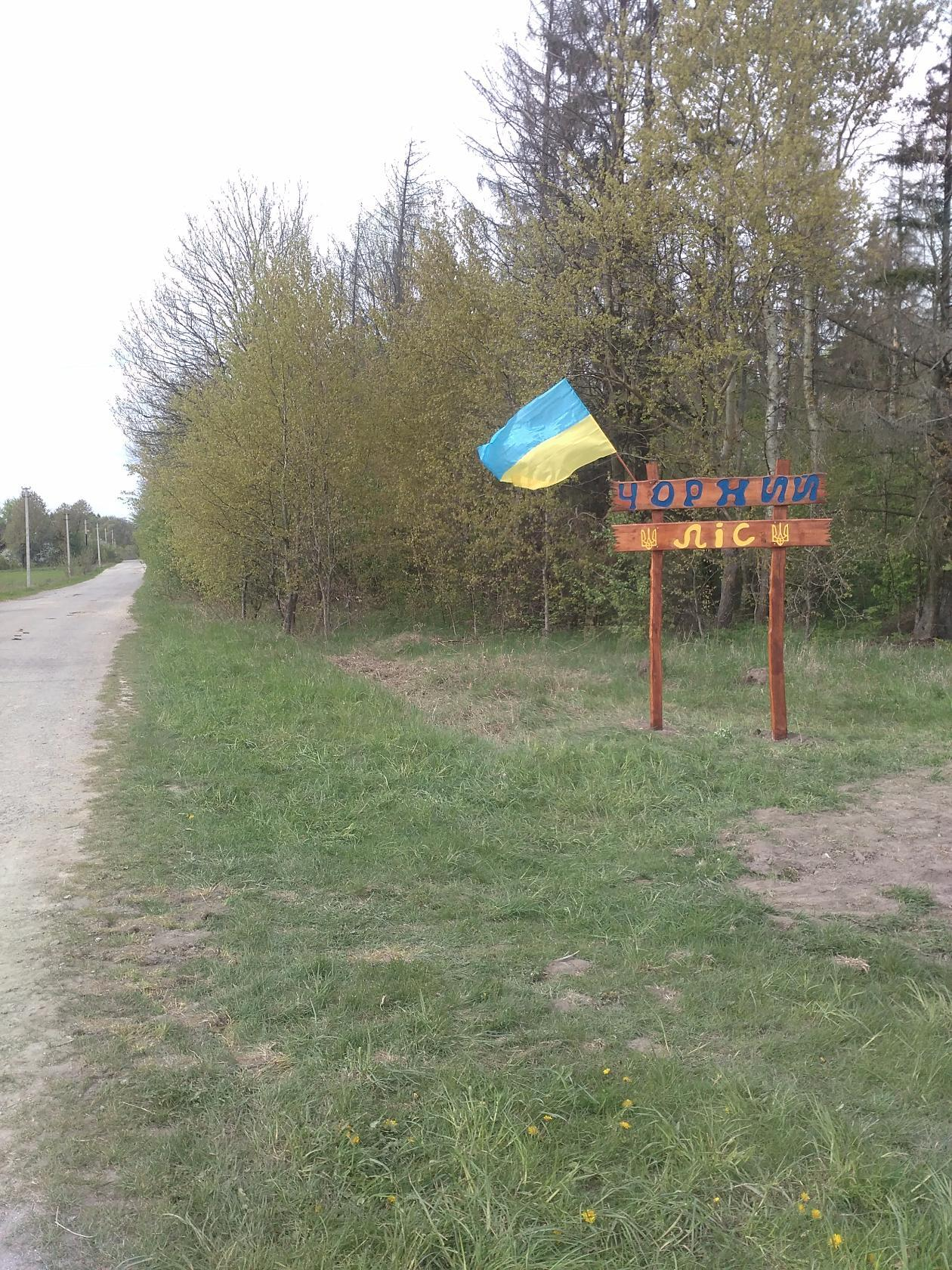
Знак на в'їзді в село
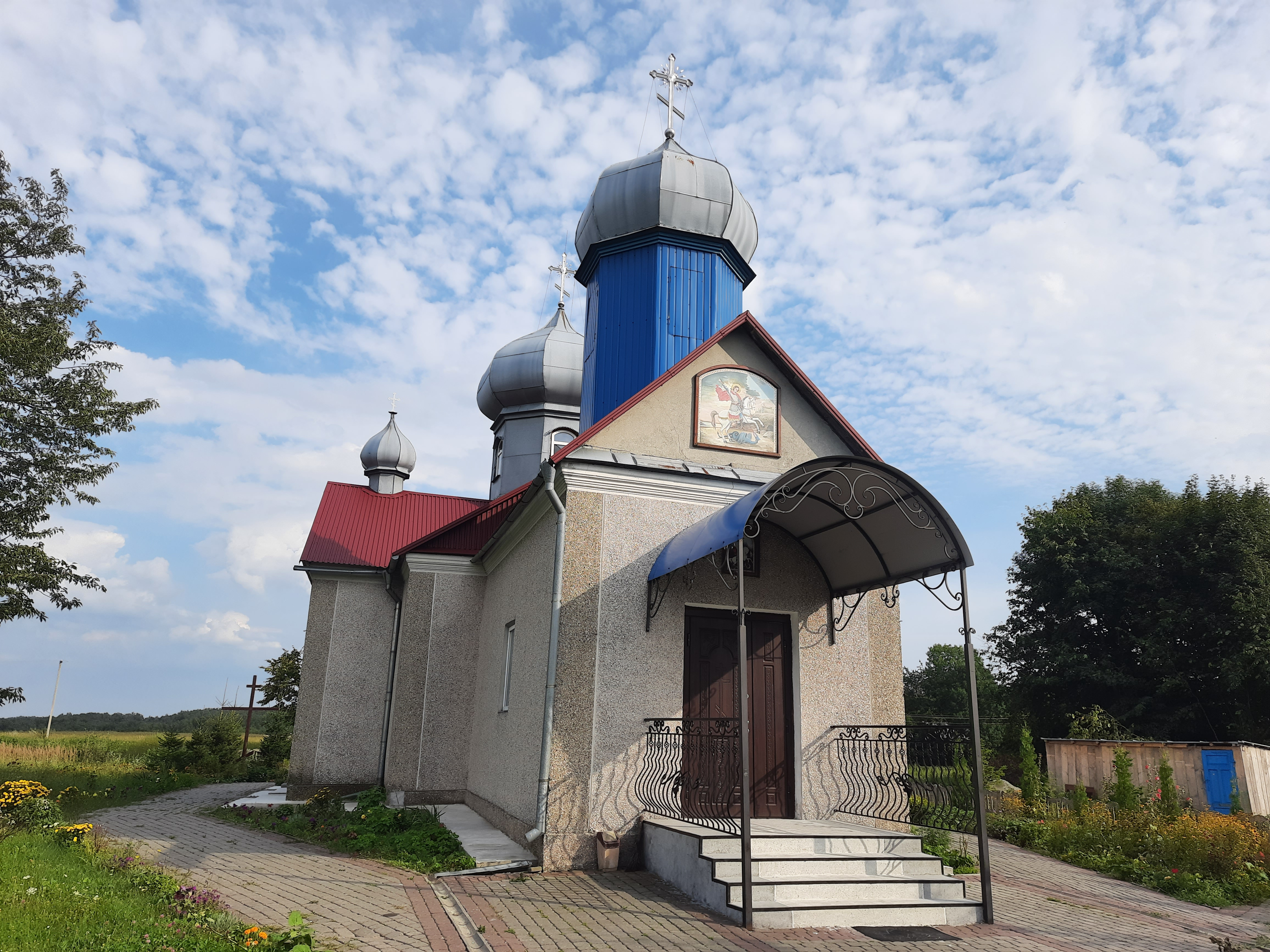
Церква Святого Юрія
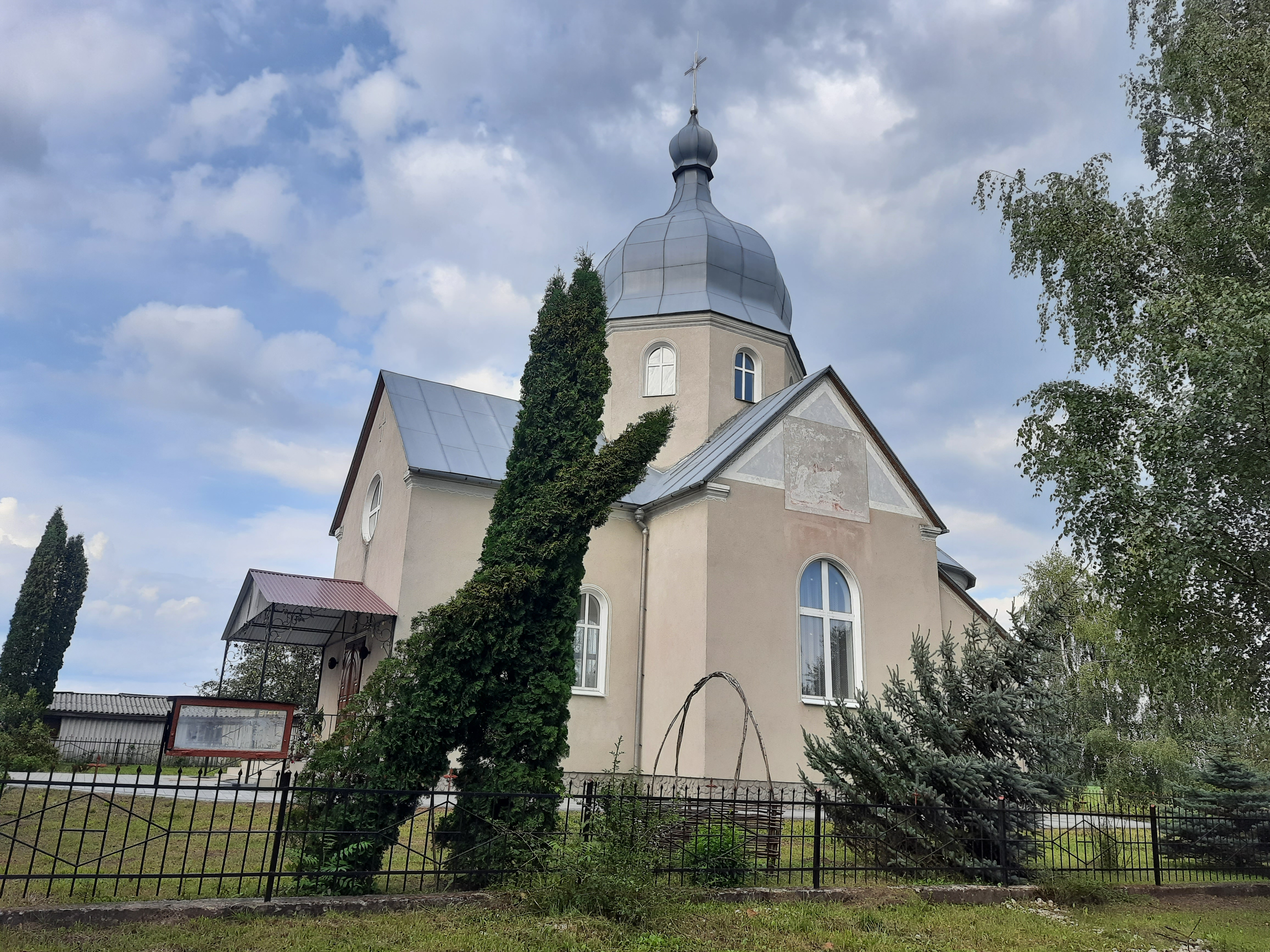
Церква Успіння Пресвятої Богородиці
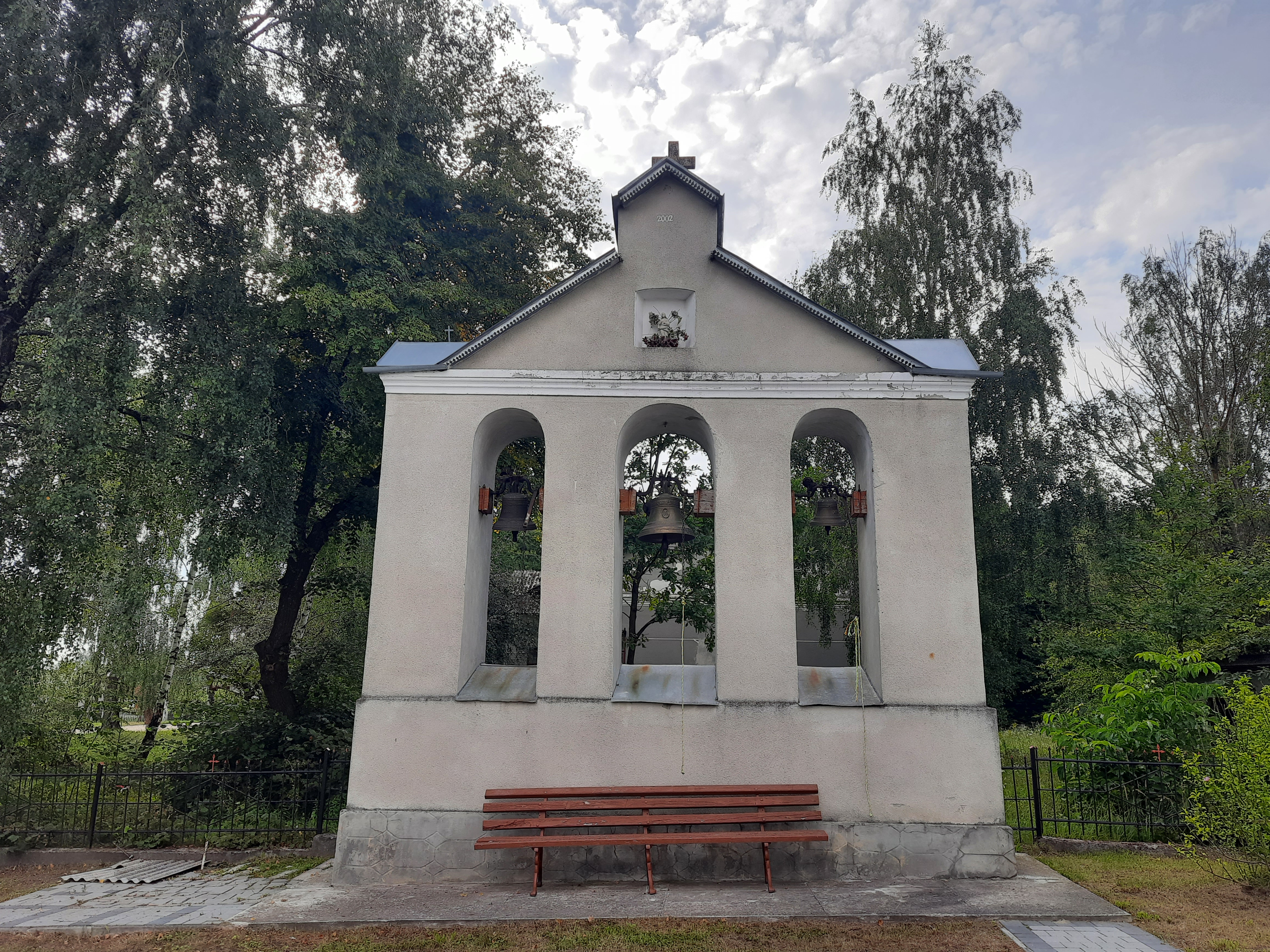
Дзвіниця церкви Успіння Пресвятої Богородиці
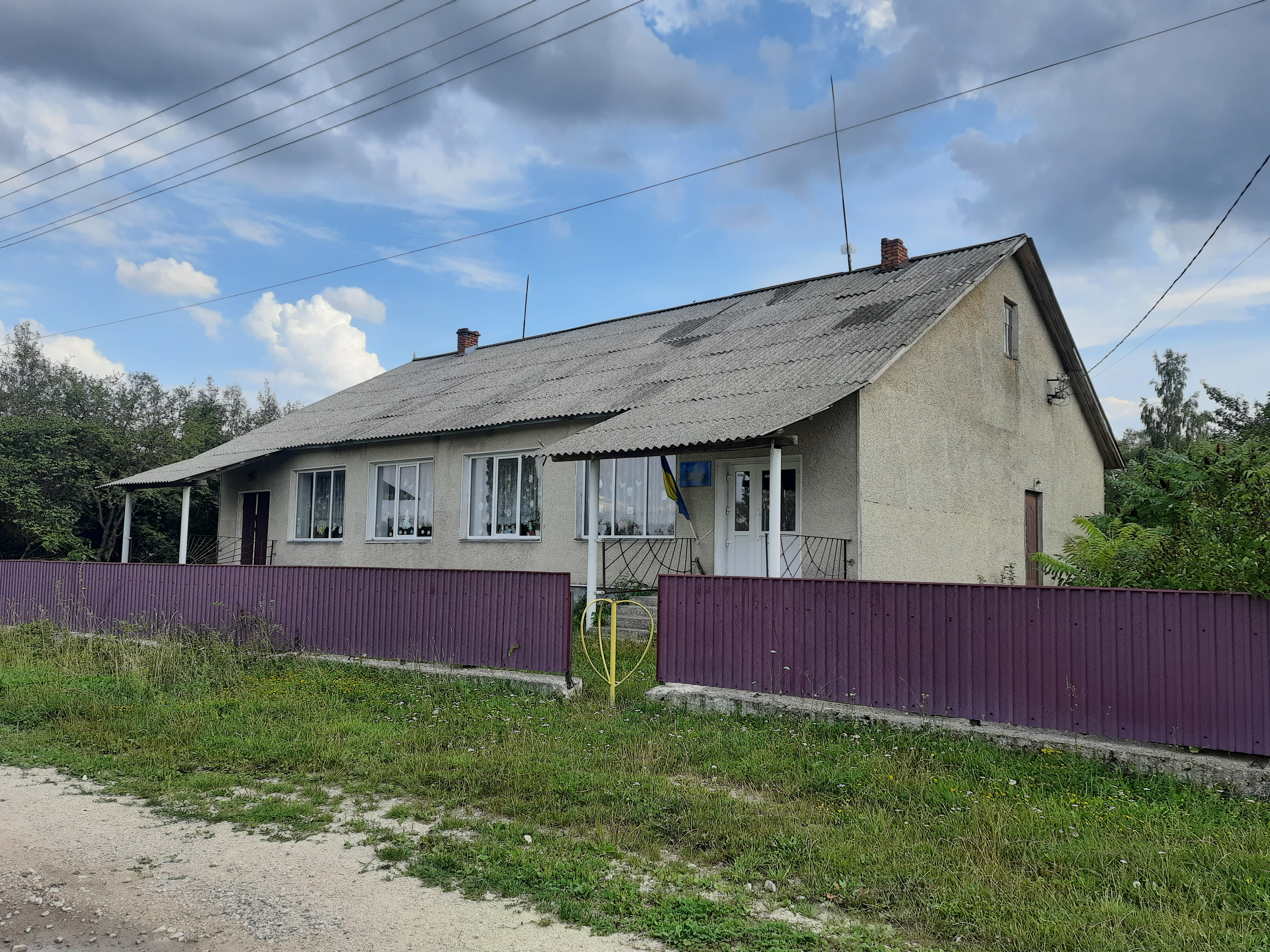
Школа
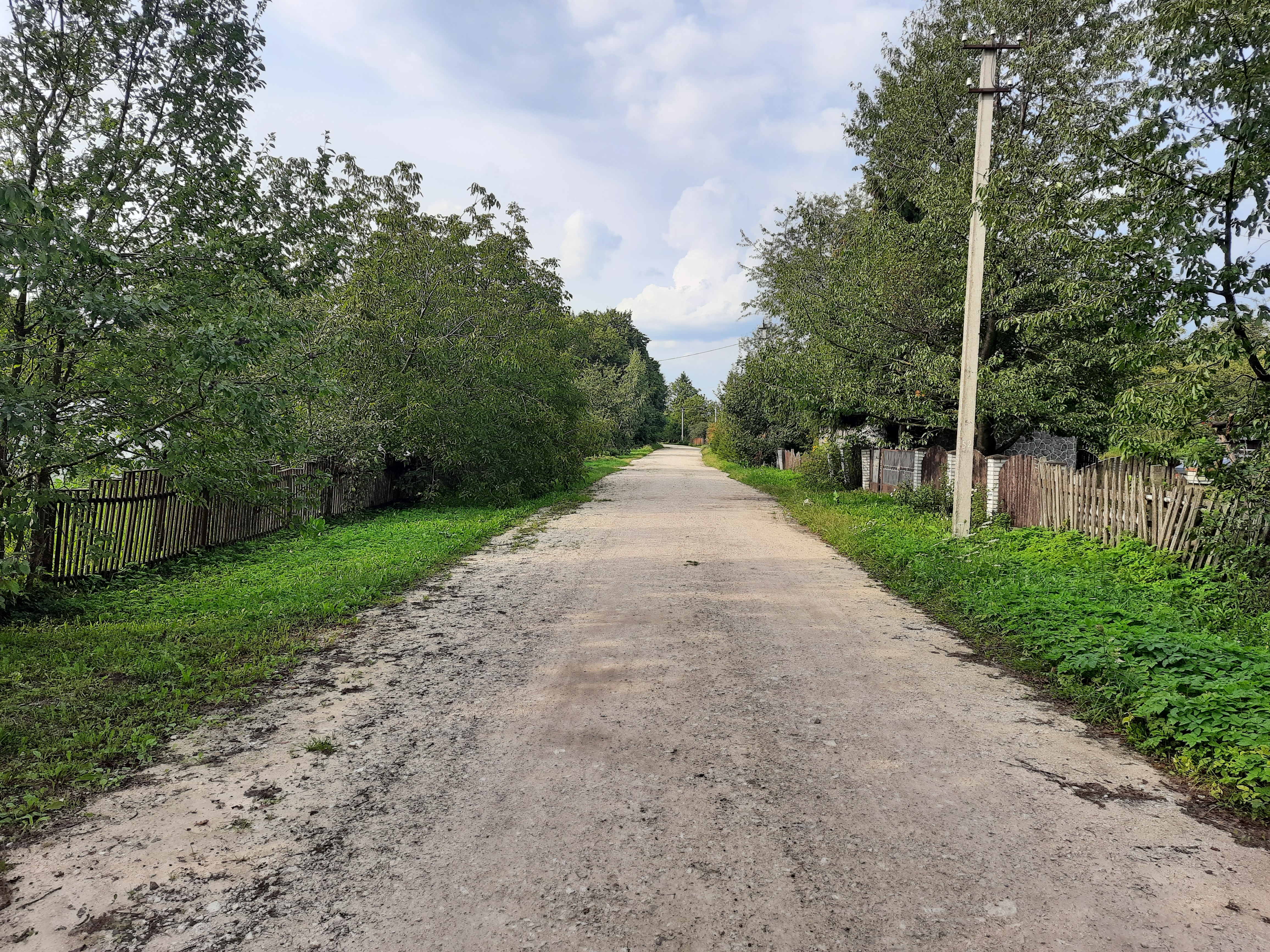
Сільська вулиця
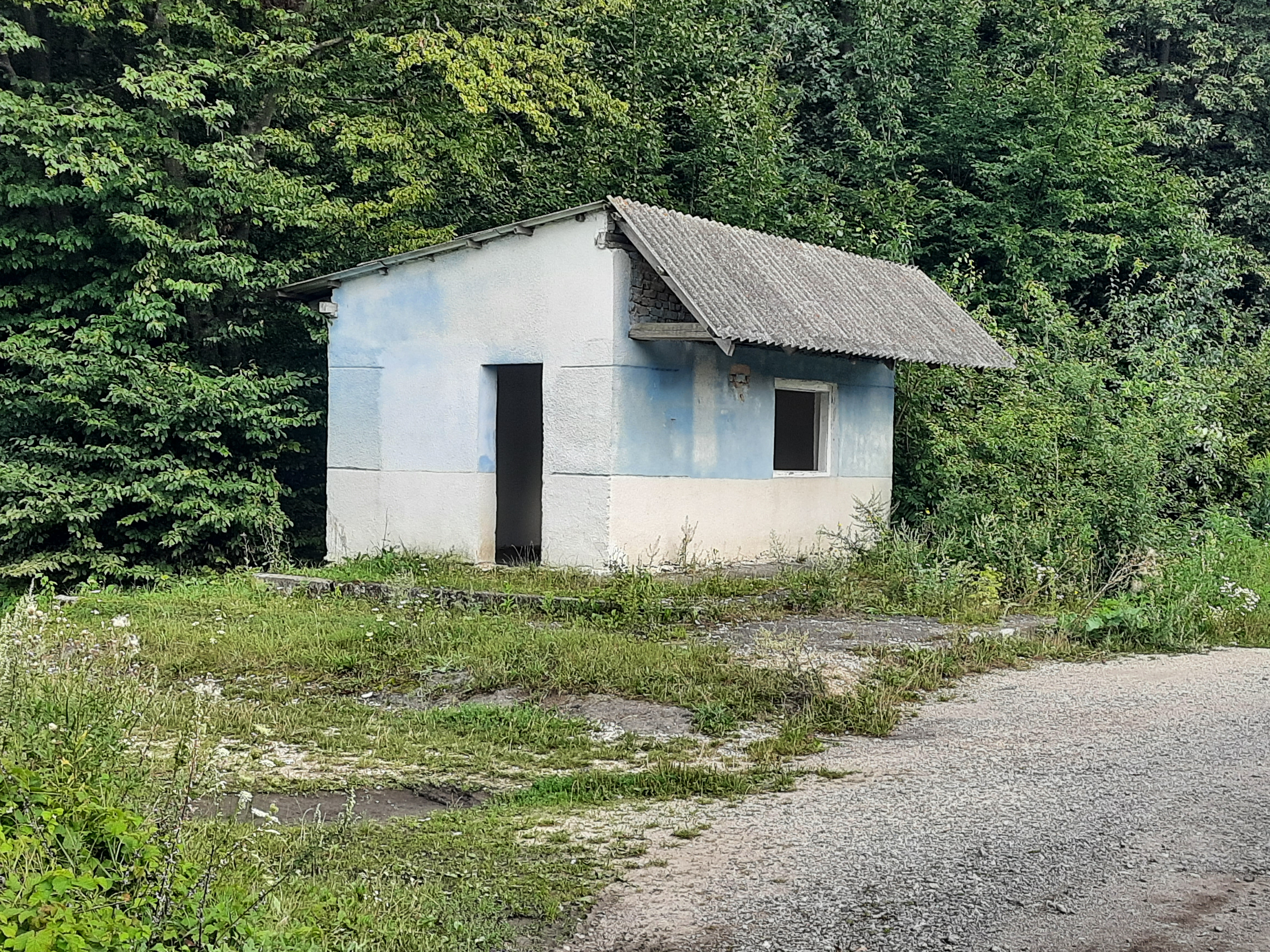
Автобусна зупинка
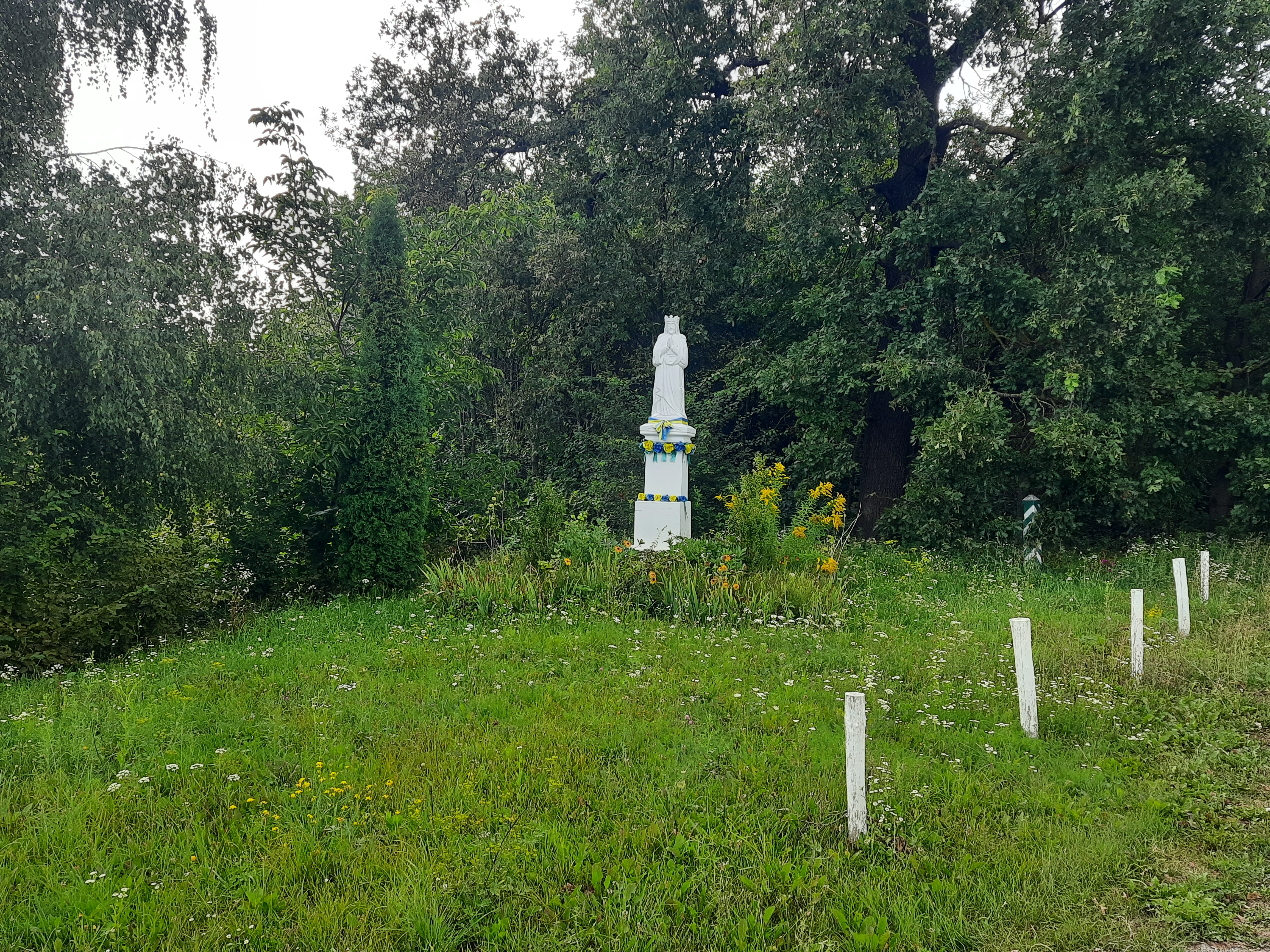
"Фігура" на околиці села
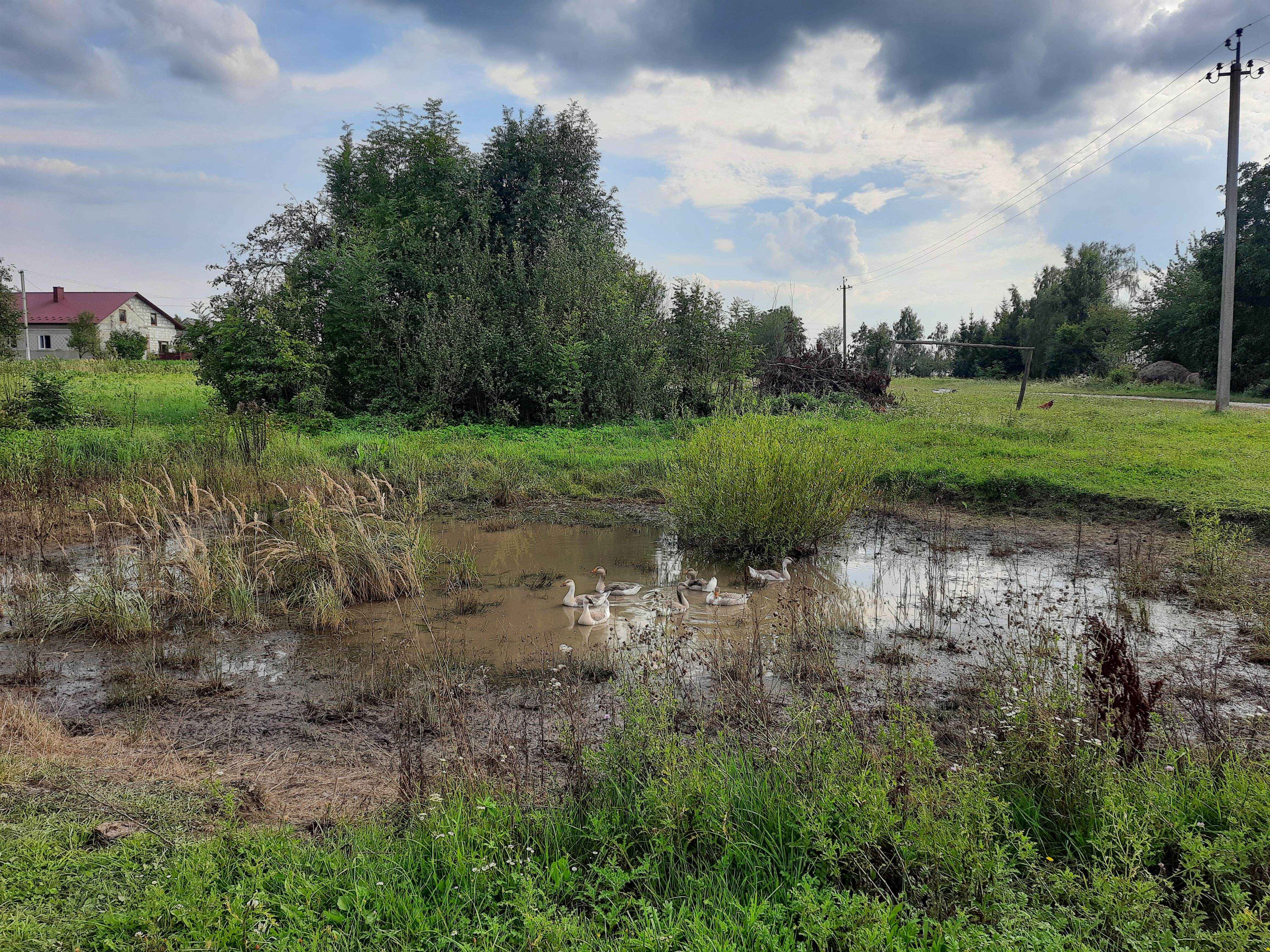
Сільський пейзаж
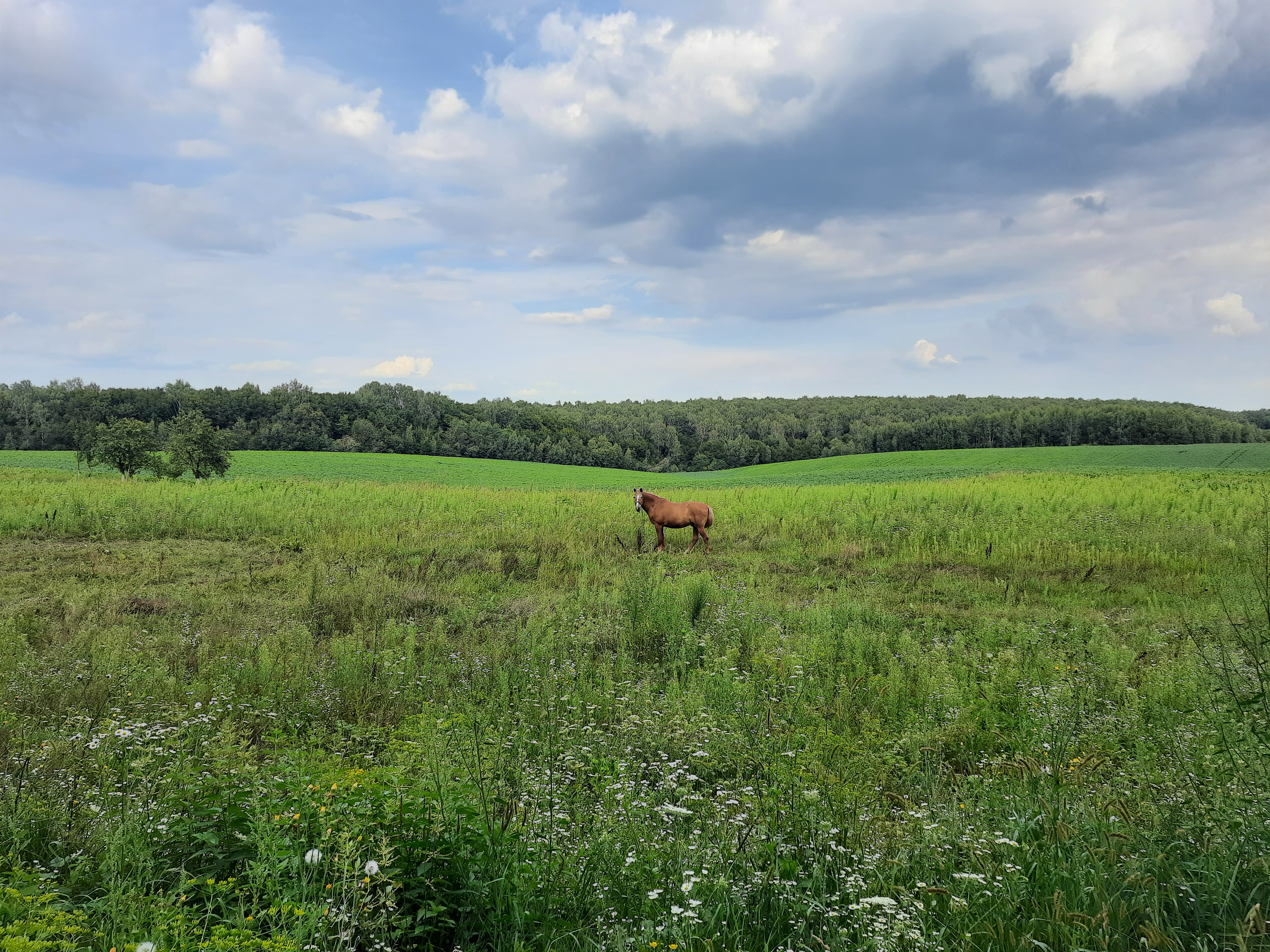
Краєвид біля села